# Kyrillos II
Kyrillos Papadopoulos (en grec Κύριλλος Παπαδόπουλος) (26 octobre 1845 - 6 juillet 1916), surnommé Kyrillatsos ("gros Kyrillos"), fut évêque de Larnaca puis archevêque de Chypre entre 1909 et 1916.
Il nait pendant l'occupation de Chypre par l'Empire ottoman, dans le village de Prodromos près de Limassol en 1845. Il étudia à Jérusalem à l'École de théologie de la Sainte-Croix (Θεολογική Σχολή του Τιμίου Σταυρού) entre 1866 et 1872. Il enseigna à l'École grecque de Nicosie. 